# Tatort: Undercover
Undercover ist ein Fernsehfilm aus der Kriminalreihe Tatort der ARD und des ORF. Der Film wurde unter der Regie von Thomas Bohn vom Norddeutschen Rundfunk produziert und am 27. Oktober 2002 im Programm Das Erste erstmals gesendet. Es ist die 512. Tatortfolge und der vierte Fall für den Hamburger Kriminalhauptkommissar Jan Casstorff. Es geht um mehr als den Tod eines Drogenfahnders, der unter mysteriösen Umständen nach einer Prostata-Operation tot zusammenbricht.

## Handlung
Ein Mann wird beim Verlassen seines Hauses mit einem Fernglas beobachtet. Der Beobachter ist über Funk mit jemandem verbunden und wird nach jeder Aktion befragt. Dann übernimmt ein Kollege die Verfolgung. Zur etwa selben Zeit schleppt sich nachts gegen ein Uhr ein Mann ins Krankenhaus und kippt vor der Nachtschwester um. Stationsarzt Dr. Hermann Mölter leitet Wiederbelebungsmaßnahmen ein, die jedoch erfolglos bleiben.
Bei dem Toten handelt es sich um Kriminaloberkommissar Hermann Kissler vom Rauschgiftdezernat, der einem Kreislaufkollaps erlegen ist. Er hatte gerade erst eine Prostata-Operation überstanden. Nach Auskunft von Kriminalrat Bruno Kern behauptet Kisslers Kollege Alexander Brandt, dass Kissler ermordet worden sei. Brandt informiert Kriminalhauptkommissar Casstorff über die sogenannte 'H-Connection', die Heroin aus Afghanistan über Deutschland in die Welt verbreite. Die 'ASP-Bank' wasche die Drogengelder. Allerdings ergeben sich für diese Aussagen vorerst nur wenig Anhaltspunkte. 
Casstorffs Kollege Holicek erhofft sich über Alex Brandt, der wie er Mitglied im Schützenverein ist, weitere Auskünfte zum Hintergrund der organisierten Kriminalität und bringt in Erfahrung, dass Drahtzieher des Ganzen ein gewisser Michael Szevrinov sein soll, der seine Kontakte aus seiner Zeit als Jelzins Außen-Staatssekretär für Heroingeschäfte nutze. Kissler soll ganz dicht an ihm dran gewesen sein. Dann allerdings bestätigt die gerichtsmedizinische Obduktion Brandts Vermutung. Kissler starb an einer Überdosis Beruhigungsmitteln, die ihm gespritzt worden waren. Auffällig ist Kisslers aufwendiger Lebensstil. Seine aus Russland stammende Frau erklärt, dass ihr Mann eine größere Erbschaft gemacht habe.
Brandt überrumpelt Szevrinov und den Finanzjongleur Dr. Martens im noblen Golfklub, indem er beide verhaftet mit der Begründung, sie hätten Kissler ermordet. Kurze Zeit später taucht Kriminalrat Bruno Kern in Casstorffs Büro auf und ist außer sich über diese Maßnahme. Auch Casstorff zeigt sich konsterniert, trifft aber bei Brandt auf einen übermotivierten Kollegen, der gehofft hatte, nach Blut, Schweiß und Tränen endlich an die Hintermänner herangekommen zu sein. 
Dabei scheint alles ganz anders zu sein. In das Verhör mit Szevrinov schneit plötzlich BND-Mann Rüth herein und spricht von einer jahrelangen Kooperation zwischen dem BND und Szevrinov, der nach eigener Aussage Vertrauen bei Dr. Martens aufgebaut habe und kurz vor belegbaren Erkenntnissen betreffs Geldwäsche stehe. Am Schluss des Gesprächs fordert er Stillschweigen über seine wahre Identität, da es einen Maulwurf im Rauschgiftdezernat geben soll.
Irgendwie kommen Casstorff, Holicek und Graf nicht weiter. Dann platzt Kern ins Gespräch und informiert sie über einen Brandanschlag auf Brandts Pkw. Brandt selbst habe die Detonation nur um vier Minuten verpasst. Brandt zeigt deutlich, was er davon hält, dass Szevrinov und Martens wieder frei sind. 
Ein Anruf von Frau Kissler ruft die gesamte Polizei-Armada auf den Plan, da sie einen Safe im Büro ihres Mannes gefunden hat. Kontoauszüge der 'Zürich Credit SA' listen Geldbewegungen der Bank of Moscow auf. Unterdessen wird im Polizeirevier eine Videokassette für Castorff abgegeben und auch Brandt erhält von Szevrinov persönlich ein Exemplar, während seine von der Polizei beorderten Verfolger einem Doppelgänger aufsitzen. Die Videokassetten zeigen Brandt, wie er die Bombe in seinem eigenen Auto deponiert. 
Brandt nimmt sich nun Szevrinov in dessen Haus vor – bekommt von ihm allerdings keine Hinweise. Casstorff stößt dazu und informiert Brandt, dass Szevrinov undercover für den BND arbeitet. Nicht nur das: er berichtet Brandt auch davon, dass Kisslers Tod durch das Unvermögen des Famulus Gregor Stein verursacht worden sei, der Kissler das falsche Medikament gespritzt habe, da der eigentlich zuständige Arzt Dr. Mölter gerade ein Schäferstündchen mit Schwester Claudia verbracht habe.
Aus derselben Position wie in der Anfangssequenz wird durch das Fernglas das Verlassen des verwundeten Szevrinov aus seinem Haus beobachtet und kommentiert. Daneben steht ein „ziemlich wichtiges Bullenensemble“ (Casstorff, Kern, Brandt). Daraufhin wird Dr. Martens nachts angerufen, woraufhin er eine Änderung des Geldtransfers einleitet. Casstorff soll Brandt befragen, da die Kollegen vom Rauschgiftdezernat inzwischen ihre undichte Stelle gefunden haben – Kissler. Der Kommissar meint, das werde Brandt den Rest geben. Casstorffs Chef Bruno Kern bietet sich an, das Verhör für ihn zu übernehmen. Der Kommissar begibt sich zu Frau Kissler, die  zur Spitzeltätigkeit ihres Mannes lapidar erklärt: „Unmöglich, dieser Mann.“

## Hintergrund
Nebenhandlung (Privates): Judith Vorbeck hat inzwischen ein ganz gutes Verhältnis zu ihrem Sohn aufbauen können. Als Daniel einen Satz seiner Mutter aufschnappt, dass er eventuell nicht der Sohn von Jan Casstorff ist, will er der Sache unbedingt auf den Grund gehen. Über seine Freundin, die Beziehungen zu einem Labor hat, lässt er einen Test machen, der ergibt, dass er nicht Casstorffs Sohn ist – ein schlimmer Schock für ihn. In einem einfühlsamen Gespräch mit seiner Freundin wird Daniel klar, dass letztendlich zählt, wie sehr man von jemandem geliebt wird, nur darauf kommt es letztlich an. Als Daniel später mit seinem Vater darüber reden will, was er herausgefunden hat, bringt er es nicht über sich, da Jan ihm zuliebe sogar eine Reise, die seine reiche Mutter geplant hat, mitmachen will. Einmal mehr wird ihm bewusst, wie sehr dieser Mann ihn liebt.

## Rezeption

### Einschaltquoten
Die Erstausstrahlung von Undercover am 27. Oktober 2002 wurde in Deutschland insgesamt von 9,62 Millionen Zuschauern gesehen und erreichte einen Marktanteil von 26,60 Prozent für Das Erste.

### Kritik
Tilmann P. Gangloff schreibt bei tittelbach.tv: „Nach durchaus respektablen Auftaktfällen ist Jan Castorff in der ‚Tatort‘-Realität angekommen: Da die Geschichten viel stärker als etwa die Bücher für die Teams aus Köln oder München auf Robert Atzorn zugeschnitten sind, muss er die Handlung weitgehend alleine tragen. Wo also die Kölner Behrendt und Bär etwaige Durchhänger mit gegenseitigen Frotzeleien auffangen können, ist Atzorn auf sich selbst gestellt. Die Entscheidung des NDR, den ‚Tatort‘ voll und ganz in die Obhut von Thomas Bohn (Buch und Regie) zu geben, könnte sich als Nachteil erweisen; schon Bohns ‚Tatort‘-Beiträge aus Ludwigshafen blieben irgendwann die Spannung schuldig und verstiegen sich sogar in schräge Science-Fiction-Märchen. Bei ‚Undercover‘ macht es zwar Spaß, den Schauspielern bei der Arbeit zuzuschauen, doch rechte Krimi-Spannung will nicht aufkommen.“
TV Spielfilm weist bereits auf die Nachfolge von Robert Atzorn durch Mehmet Kurtulus hin und schreibt: „Guter Fall für Atzorn, clever und komplex.“